# 高架車站

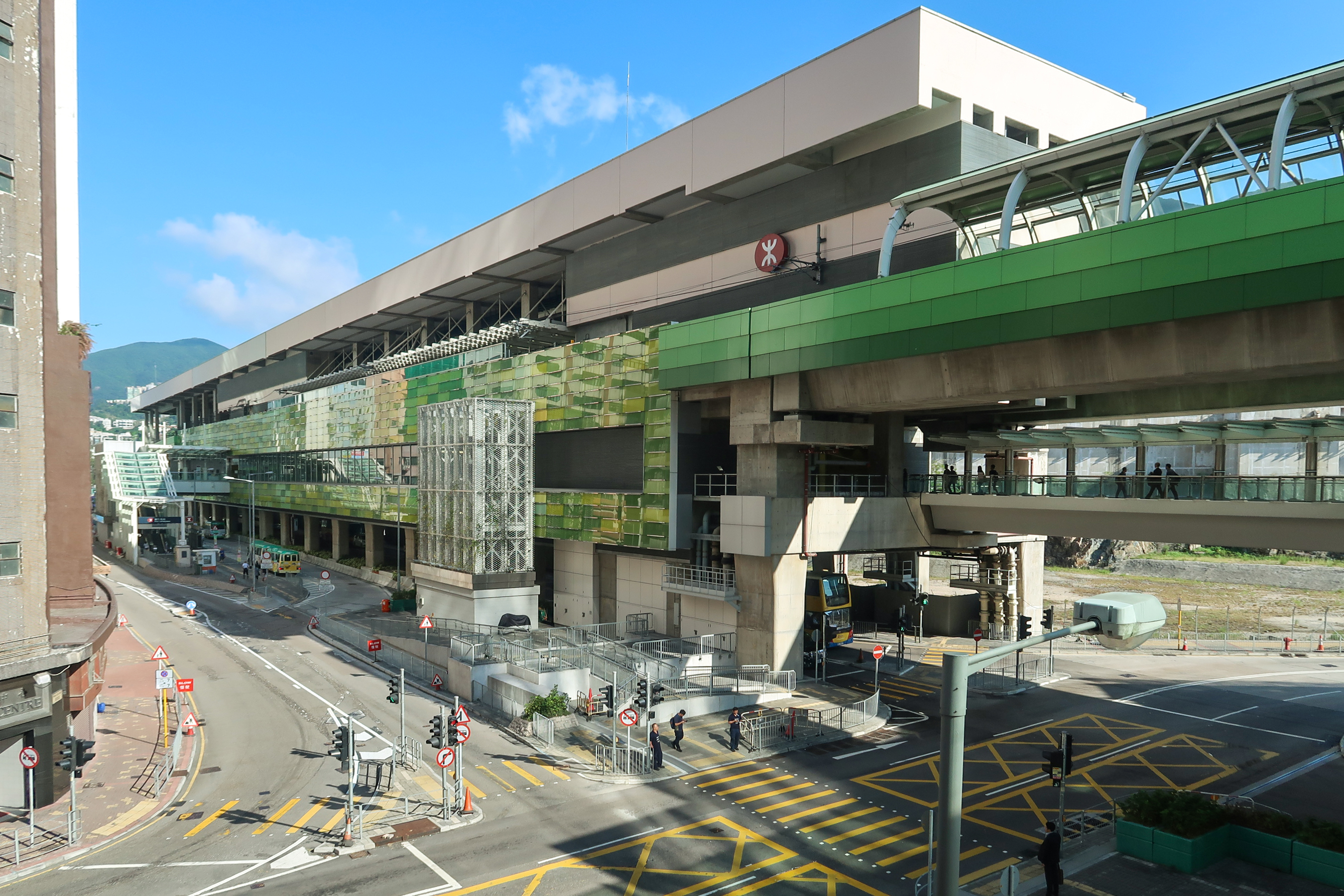
港鐵的高架車站——黃竹坑站

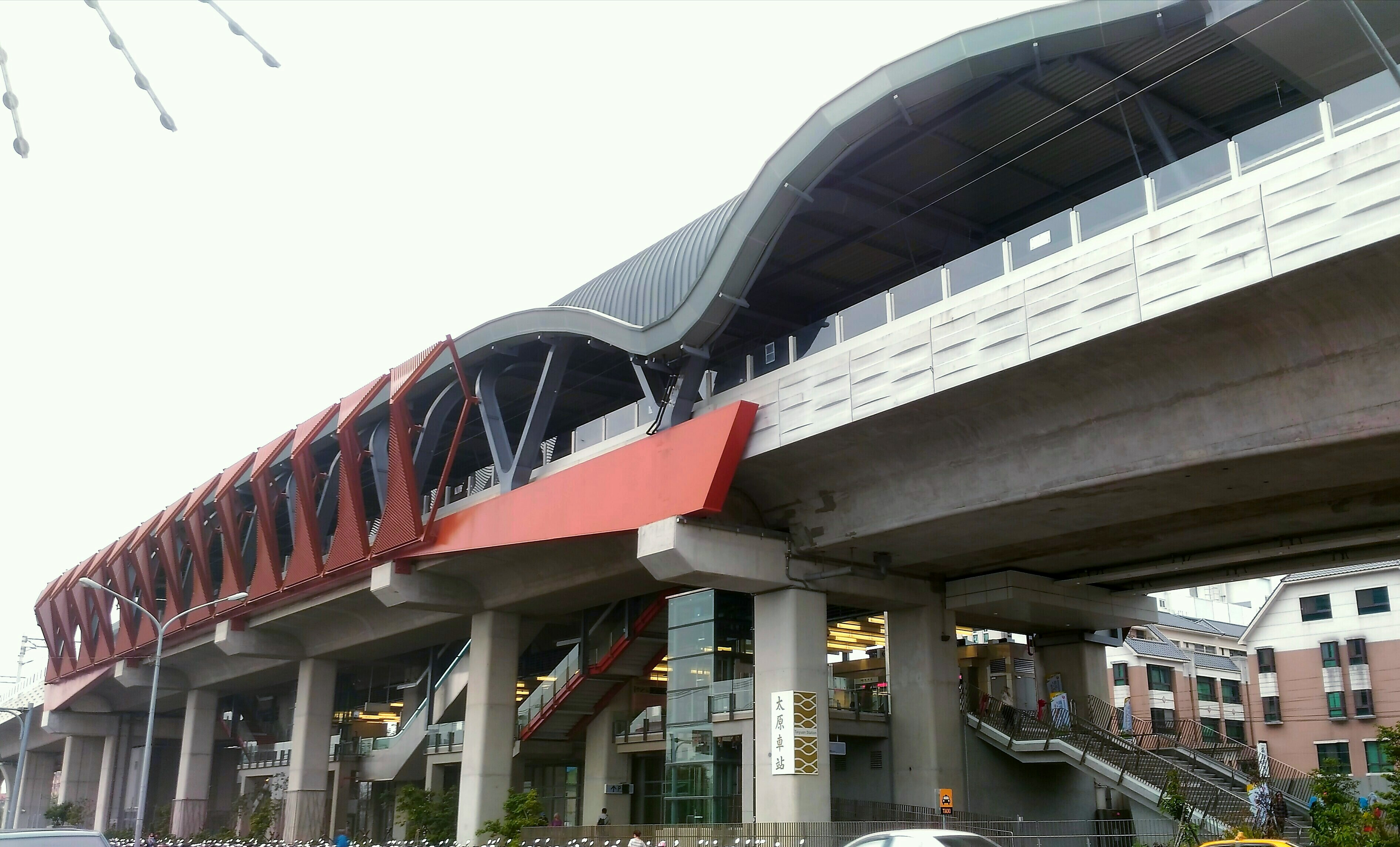
台铁的高架化車站——太原車站

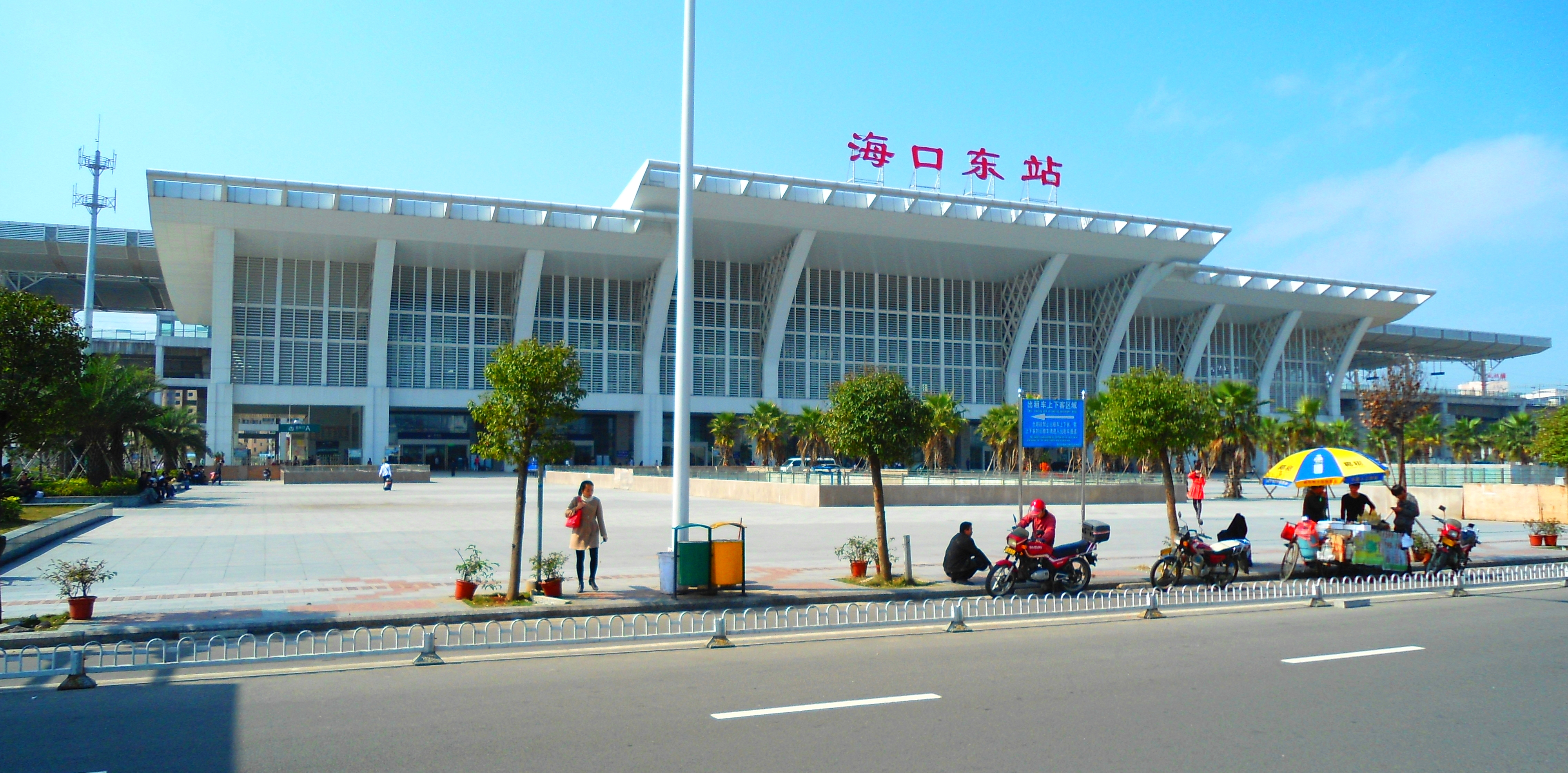
中国国铁的高架车站——海口东站

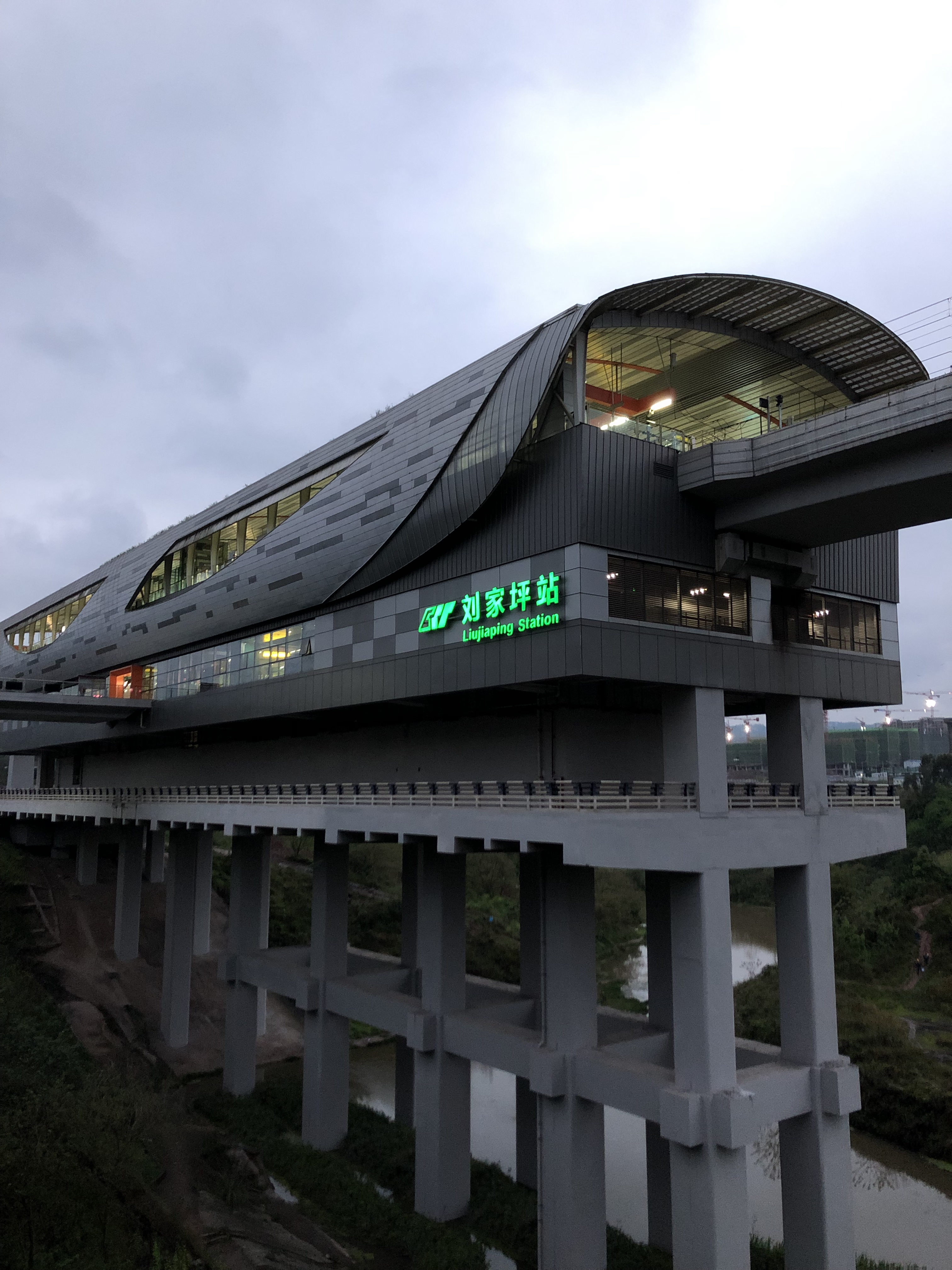
重庆轨道交通的高架车站——刘家坪站

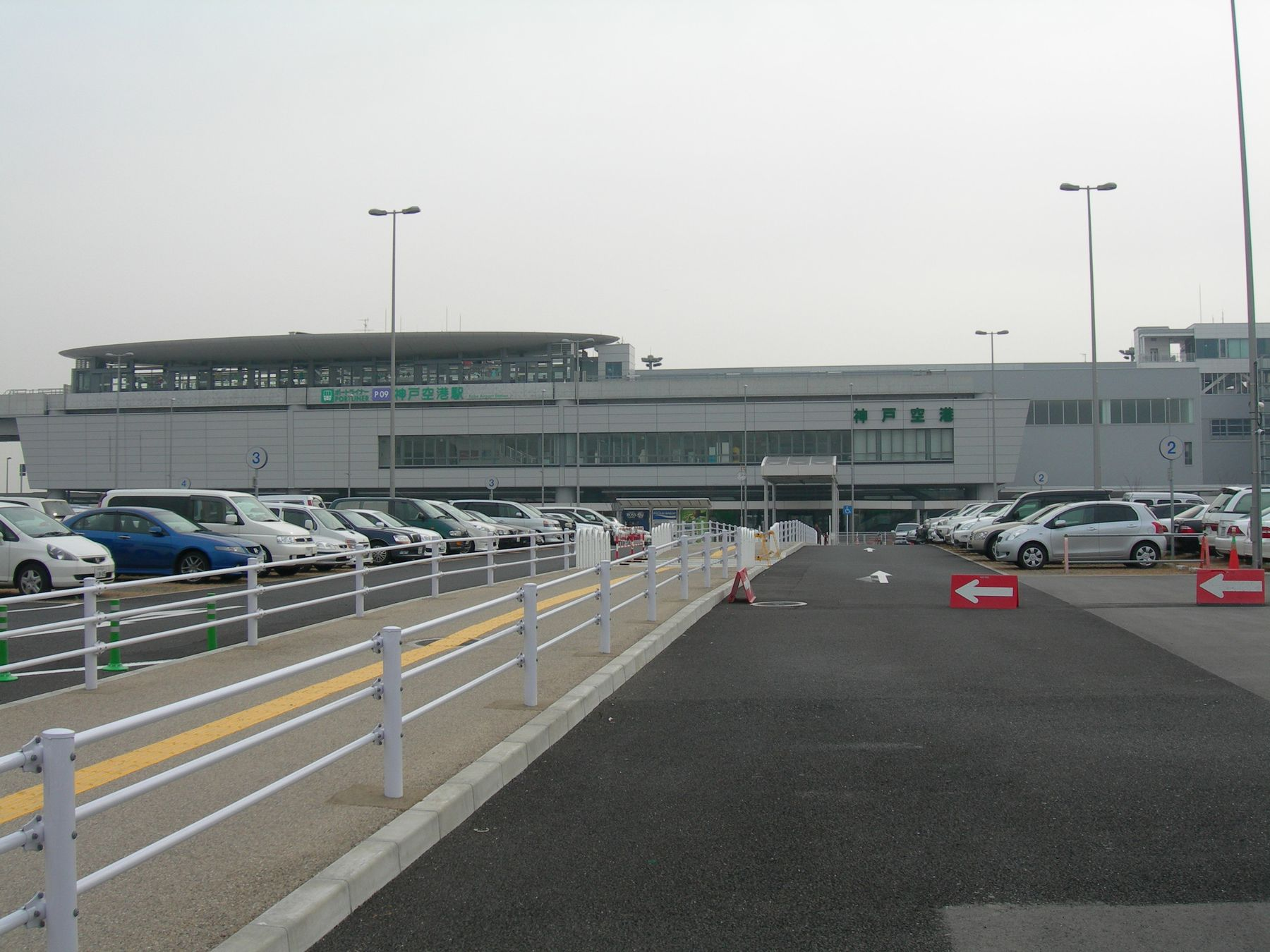
日本神户新交通的高架车站——神户机场站

高架車站是站台等設施皆架設於高架構造物上之鐵路車站。也是廣義的地上站的一種類型。

## 概要
高架車站是高架化之鐵路軌道、或是為了消除山岳地帶的標高差而於地形高處架設之車站。
高架構造物在廣義上也包含了堤，但是一般認知上通常用於稱呼以混凝土或鋼結構等建造的高架橋，車站設施設置其上是為高架車站。
與僅只有地面設施的地面車站比較，建設費用雖然相對高昂，但是設置高架車站可有效消除平交道並使鐵路運輸高速化。另外，與地下化的建設費用相比又相對便宜的關係，多建設在土地比較容易取得的市區。

## 構造
一般來說站舎構造為地面部分設置閘口或售票口等設備，上層設為車站站台的車站結構佔據大多數，但是也有將車站設施完全集中於上層的車站。應對地面層與上層站台之間的移動需求，多設置有樓梯或電梯、電扶梯，部分車站設置有緩坡道。
堤上車站
站台設在堤上的車站。因為站台設置位置高於地面，廣義上納為高架車站。建設於土堤上之車站，除了以立體交匯為建設目的場合之外，也有歸類為地上站者。
複合式構造
聚集了複數鐵道路線的車站，有轉變為複合構造的狀況。例如，為了橫跨位於地面的站台而設立之橋上站舍，在新的高架鐵道設站時，於既存站體上層增建了高架站台。這樣的場合下，車站設施區分有以既存地面軌道為主的橋上站構造，新設高架線則為高架車站構造。

## 車站周邊

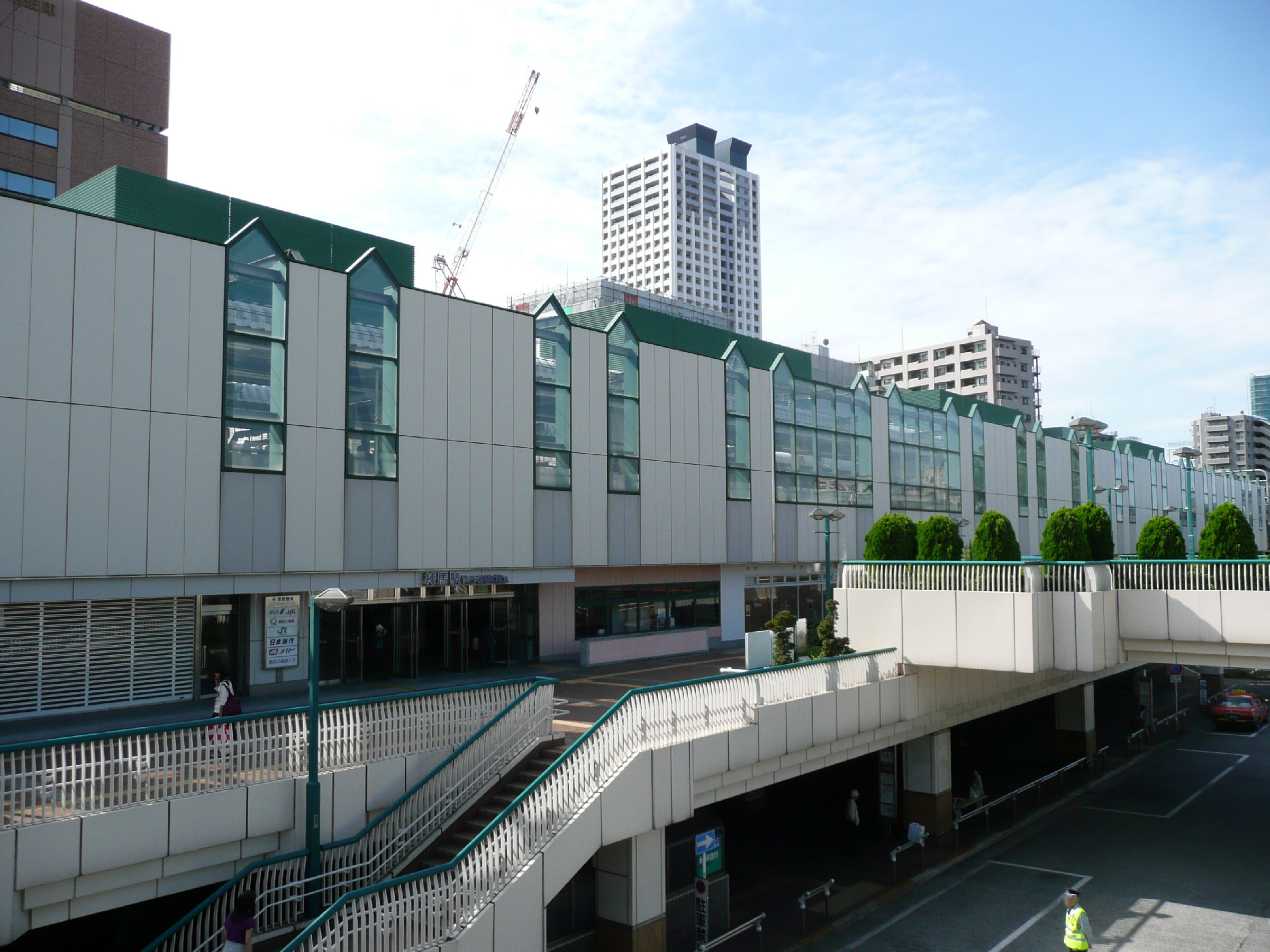
日本西武鐵道公司池袋線的練馬站，高架車站下設有商業設施。

由非高架車站做高架化改建時，地面之車站原址會騰空出來，因此高架車站附近的高架下常轉作為停車場或商業設施之用。